# Sainte-Colombe (Landes)
Sainte-Colombe település Franciaországban, Landes megyében. Lakosainak száma 618 fő (2022. január 1.). Sainte-Colombe Coudures, Dumes, Eyres-Moncube, Hagetmau, Horsarrieu és Serres-Gaston községekkel határos.

## Népesség
A település népessége az elmúlt években az alábbi módon változott:
| Lakosok száma | 432  | 373  | 407  | 592  | 674  | 684  | 666  | 636  | 630  | 618  |
|               | 1968 | 1982 | 1990 | 2006 | 2013 | 2015 | 2017 | 2019 | 2020 | 2022 |